# 塞罗斯
塞罗斯，是西班牙加泰罗尼亚莱里达省的一个市镇。 总面积86平方公里，总人口1771人（2001年），人口密度21人/平方公里。